# 馬南泰區

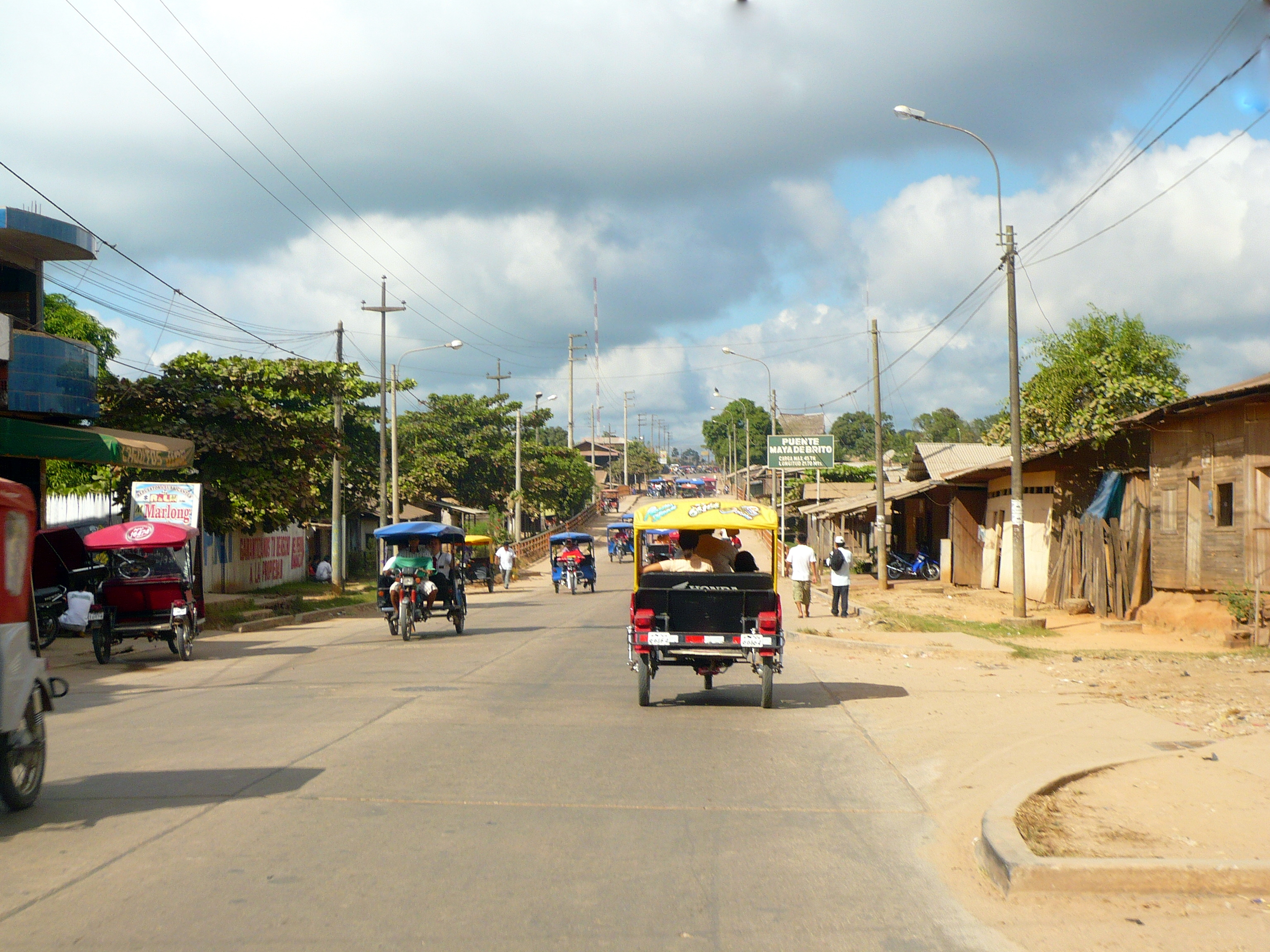

馬南泰區（西班牙語：Distrito de Manantay），是秘魯的一個區，位於該國東部烏卡亞利大區的波蒂略上校省，始建於2006年6月2日，面積579.91平方公里，2007年人口70,745，人口密度每平方公里121.99人。